# Pawieł Lebiediew (piłkarz)
Pawieł Nikitowicz Lebiediew (ur. 1901, zm. 1966) – radziecki piłkarz i żołnierz. 
Grał w moskiewskich drużynach OPPW (dzisiejszy CSKA) i Dinamo; walczył w szeregach Armii Czerwonej w II wojnie światowej.